# صموئيل إدوزي
صموئيل إدوزي (بالإنجليزية: Samuel Edozie)‏ هو لاعب كرة قدم بريطاني في مركز نصف الجناح، ولد في 28 يناير 2003 في لندن في المملكة المتحدة. شارك مع منتخب إنجلترا تحت 17 سنة لكرة القدم. أما مع النوادي، فقد لعب مع أكاديمية مانشستر سيتي.